# S.S. Robur Siena
Associazione Calcio Siena este un club de fotbal din Siena, Italia, care evoluează în Serie B. Echipa își desfășoară meciurile de acasă pe Stadio Artemio Franchi din Siena cu o capacitate de 15.725 locuri.

## Lotul curent
La 30 ianuarie 2010.
| Nr. |            | Poziție | Jucător                             |
| --- | ---------- | ------- | ----------------------------------- |
| 3   | Italia     | F       | Cristiano Del Grosso                |
| 5   | Italia     | M       | Francesco Parravicini               |
| 6   | Italia     | F       | Claudio Terzi                       |
| 7   | Brazilia   | A       | Reginaldo                           |
| 8   | Italia     | M       | Simone Vergassola (căpitan)         |
| 9   | România    | F       | David Cifor (on loan from Chievo)   |
| 10  | România    | M       | Paul Codrea                         |
| 11  | Italia     | A       | Emanuele Calaiò                     |
| 12  | Suedia     | M       | Albin Ekdal (on loan from Juventus) |
| 13  | Italia     | F       | Luca Rossettini                     |
| 14  | Brazilia   | M       | Filipe                              |
| 15  | Portugalia | F       | Gonçalo Brandão                     |
| 17  | Italia     | M       | Michele Fini                        |
| 18  | Algeria    | A       | Abdelkader Ghezzal                  |
| 21  | Italia     | F       | Andrea Rossi                        |
| 22  | Grecia     | M       | Alexandros Tziolis                  |

| Nr. |           | Poziție | Jucător                      |
| --- | --------- | ------- | ---------------------------- |
| 23  | Cehia     | M       | Lukáš Jarolím                |
| 24  | Croația   | M       | Mato Jajalo                  |
| 25  | Peru      | A       | Joazinho Arroé               |
| 28  | Italia    | M       | Mirko Guadalupi              |
| 29  | Brazilia  | F       | Cribari (on loan from Lazio) |
| 31  | Italia    | P       | Gianluca Pegolo              |
| 32  | Italia    | A       | Massimo Maccarone            |
| 50  | Italia    | F       | Francesco Pratali            |
| 53  | Finlanda  | P       | Anssi Jaakkola               |
| 63  | Argentina | A       | Marcelo Larrondo             |
| 77  | Italia    | F       | Daniele Ficagna              |
| 85  | Italia    | P       | Gianluca Curci               |
| 87  | Italia    | F       | Aleandro Rosi                |
| 88  | Nigeria   | F       | Michael Odibe                |
| 89  | Bulgaria  | P       | Mihail Ivanov                |
| 99  | Italia    | A       | Niccolò Giannetti            |

### Împrumutați
| Nr. |        | Poziție | Jucător                                                    |
| --- | ------ | ------- | ---------------------------------------------------------- |
|     | Italia | F       | Agostino Garofalo (at Torino)                              |
|     | Franța | M       | Gaël Genevier (at Torino until June 2010)                  |
|     | Italia | M       | Manuel Mancini (at Gallipoli until June 2010)              |
|     | Italia | F       | Leonardo Blanchard (at Valle del Giovenco until June 2010) |
|     | Italia | F       | Lorenzo Del Prete (at Frosinone until June 2010)           |
|     | Italia | M       | Mariano Romano (at Sassuolo until June 2010)               |
|     | Italia | F       | Giovanni Bartolucci (at Lecco until June 2010)             |

| Nr. |           | Poziție | Jucător                                                        |
| --- | --------- | ------- | -------------------------------------------------------------- |
|     | Italia    | M       | Filippo Bigeschi (at F.C. Südtirol-Alto Adige until June 2010) |
|     | Brazilia  | M       | Douglas Packer (at Ravenna until June 2010)                    |
|     | Italia    | M       | Antonio Zito (at Crotone until June 2010)                      |
|     | Camerun   | F       | Antonio Ghomsi (at Mechelen until June 2010)                   |
|     | Italia    | A       | Thomas Albanese (at Alto Adige until June 2010)                |
|     | Australia | A       | Richard Porta (at River Plate de Montevideo)                   |